# Stelio Montomoli
Lo Stelio Montomoli è un traghetto appartenente alla compagnia di navigazione italiana Toremar.

## Caratteristiche
Il traghetto, è stato costruito appositamente per effettuare traversate di breve durata, e dispone esclusivamente di servizi essenziali come bar, area giochi per bambini, sala poltrone e solarium sul ponte esterno; è inoltre coperto dalla connessione wi-fi durante la traversata. La capacità di trasporto è pari a 697 passeggeri e 96  automobili al seguito.
Nave ammiraglia della flotta Toremar, è stato il secondo traghetto della compagnia a portare il nome Aethalia, derivato dal toponimo greco dell'isola d'Elba, dopo l'omonimo traghetto messo in servizio nel 1956 e venduto nel 1988 che fu il primo moderno Roll-on/roll-off in servizio in Italia
Nell'ottobre del 2016, nonostante l'attaccamento della popolazione elbana al suo nome, d'importante rilevanza simbolica, il traghetto è stato ribattezzato Stelio Montomoli, in onore del presidente di Toremar scomparso nel giugno dello stesso anno.
La propulsione è affidata a una coppia di motori Fiat-GMT da 16 cilindri in grado di erogare una potenza complessiva di 5.692 kW; la velocità massima raggiungibile è pari a 18 nodi.

## Servizio
Progettato come un'evoluzione dei traghetti classe Piero della Francesca, viene varato il 7 luglio 1990 nel cantiere navale Fincantieri di Palermo con il nome di Aethalia e consegnato nel gennaio del 1991 alla compagnia regionale toscana Toremar. Il 16 gennaio 1991 entra ufficialmente in servizio nei collegamenti tra Piombino e Portoferraio in sostituzione del Capo Bianco. Negli anni successivi opera saltuariamente anche sulla Livorno-Gorgona-Capraia-Portoferraio.
Nel novembre del 2011 viene sottoposto a lavori di ristrutturazione nei cantieri navali Fincantieri di Palermo, durante i quali vengono installate delle controcarene al fine di aumentarne la riserva di galleggiabilità. Terminati i lavori, nel gennaio del 2012 torna momentaneamente in servizio nei collegamenti tra Livorno, Gorgona e Capraia in sostituzione del Liburna. Nel giugno successivo torna regolarmente in servizio tra Piombino e Portoferraio.
Dal 2016 al 2025 viene saltuariamente impiegato nel periodo invernale sulla Livorno-Capraia in sostituzione del Liburna, nei periodi di manutenzione ordinaria di quest'ultimo.

Il 24 febbraio 2025 prende servizio in modo permanente sulla Livorno-Capraia in sostituzione del Liburna, trasferito in flotta Moby Lines.

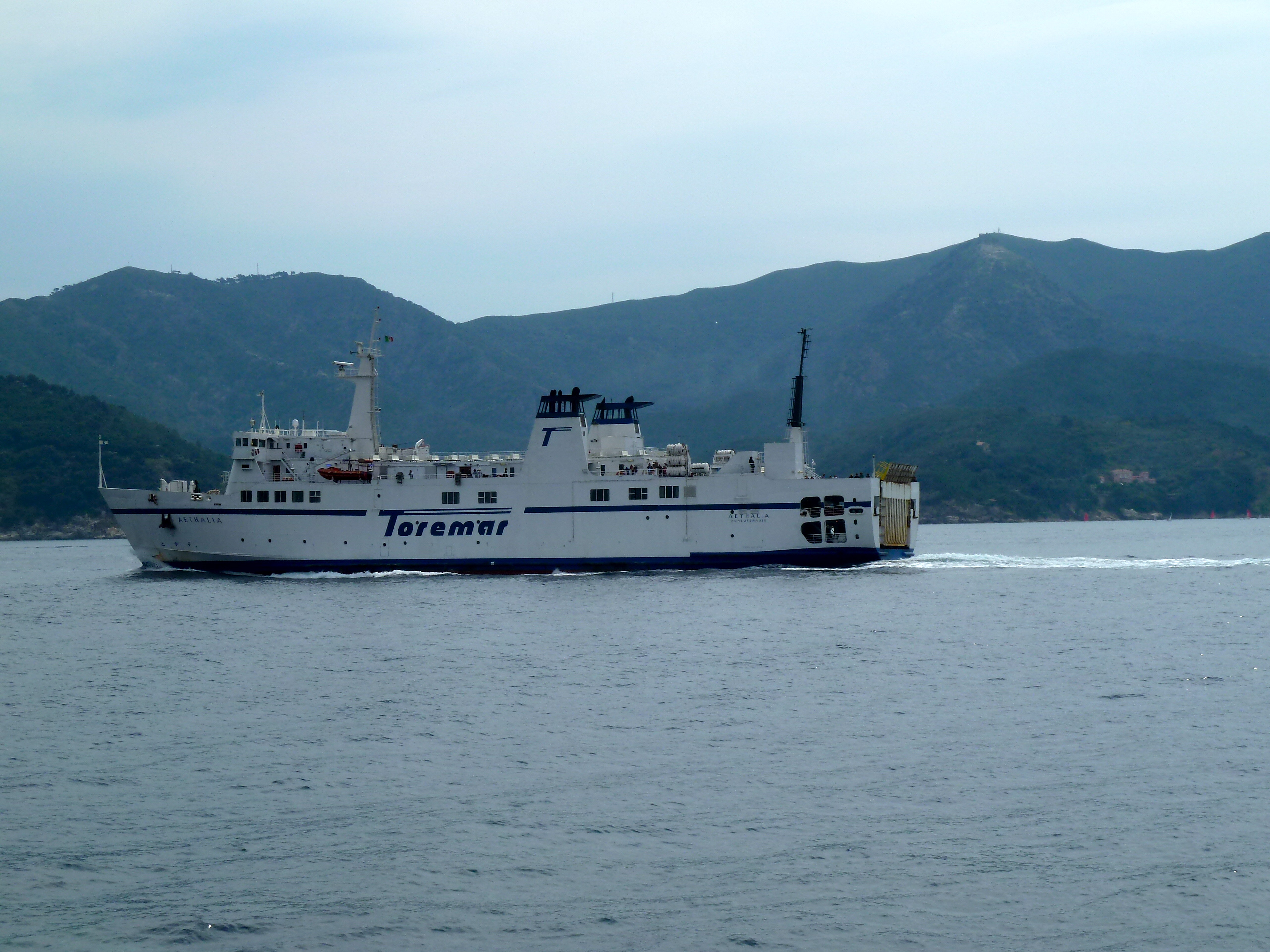
La nave con la precedente denominazione Aethalia senza controcarene.
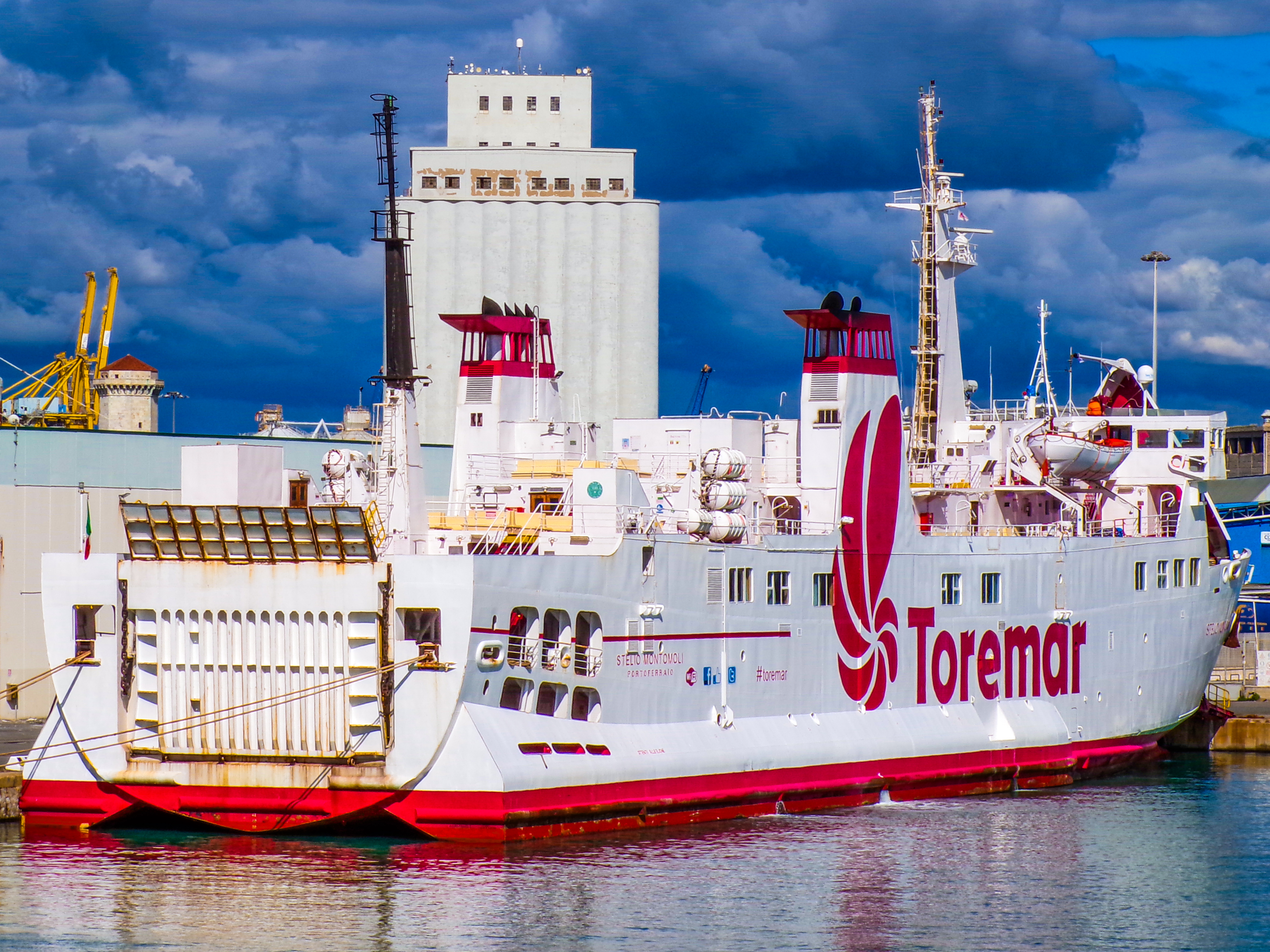
Lo Stelio  Montomoli ormeggiato a Livorno nel 2024